# Vanhelga
Vanhelga ist eine schwedische Depressive-Black-Metal-Band aus Linköping.

## Geschichte
Die Band wurde 2001 von Multiinstrumentalist 145188 unter dem Namen Vanhelga (schwedisch für „entweihen“) gegründet. Es dauerte neun Jahre, bis 2010 gemeinsam mit den Bands Morbid Frost, Vinterslav und Omen als erste offizielle Veröffentlichung das Split-Album The Ensemble of Dark Desire erschien. Im selben Jahr kam auch das eigene Album Mortem Illuminate Mea über Inominatus Productions auf den Markt. Das ursprüngliche Ein-Mann-Projekt entwickelte sich ab 2013 zur Band.
Für weitere Alben zeichneten im Verlauf der Bandgeschichte dann u. a. AOP Records, Obscure Abhorrence Productions und Osmose Productions verantwortlich.

## Stil
Bei einem Beitrag in der Rubrik „Band of the Day“ des britischen Musikmagazins Terrorizer wurde der Stil als Depressive Black Metal beschrieben.

## Diskografie
- 2010: The Ensemble of Dark Desire? (Split-Album mit Morbid Frost, Vinterslav und Omen)
- 2010: Mortem Illuminate Mea (Album)
- 2012: Höst (Album)
- 2014: Längtan (Album)
- 2015: Urban Negativism (Split-Album mit Psychonaut 4, In Luna und Ofdrykkja)
- 2016: Ode & Elegy (Album)
- 2018: Fredagsmys (Album)